# Federica Ridolfi
Federica Ridolfi (Roma, 2 marzo 1974) è una showgirl e ballerina italiana.

## Biografia
Inizia la carriera molto giovane, nel 1991, all'età di 17 anni, come ballerina con il gruppo del Bagaglino nello spettacolo televisivo Creme Caramel (1991, Rai 1), per poi partecipare negli anni successivi anche a Saluti e baci (1993, Rai 1), Bucce di banana (1994, Rai 1), Champagne (1995, Canale 5), Rose rosse (1996, Canale 5), Viva l'Italia (1997, Canale 5), Buffoni (2000, Canale 5) e Marameo (2002, Canale 5). Con il gruppo del Bagaglino lavorerà anche come attrice nelle due produzioni televisive La casa delle beffe (2000) e La palestra (2003), entrambe trasmesse sui canali Mediaset.
Successivamente, dal 1994 al 1997, è una delle vallette (chiamate nella trasmissione "spintarelle") del programma Beato tra le donne, nelle edizioni condotte da Paolo Bonolis su Rai 1 prima e su Canale 5 poi. Nel 2000 partecipa a Furore su Rai 2 e, nello stesso anno, è la valletta di Ci vediamo in TV, programma pomeridiano condotto da Paolo Limiti sempre sulla seconda rete Rai. Nel 2002 è scelta per essere una delle "letteronze" nel programma Mai dire domenica della Gialappa's Band. Nel 2001 compare anche come ballerina nel video del brano "Come piace a me" dei Gemelli DiVersi.
Nella stagione 2003-2004 affianca Aldo Biscardi alla conduzione de "Il processo di Biscardi" su LA7 ed entra nel cast della trasmissione "Quelli che il calcio" (Rai 2), condotta da Simona Ventura, in cui si alterna ad Antonella Mosetti come "Capitana delle Schedine" (le ballerine della trasmissione che effettuano alcuni mini balletti durante la stessa). Nel 2006 è la testimonial del "Consorzio per la tutela del formaggio Gorgonzola" (che in passato aveva avuto come testimonial tra gli altri anche Giulio Andreotti, Pierluigi Collina e Nancy Brilli), campagna pubblicitaria per cui vengono realizzati anche alcuni mini-spot televisivi. Nel 2007 ha partecipato alla seconda edizione del reality show Notti sul ghiaccio in coppia con il pattinatore Andrea Vaturi. Nello stesso anno posa per l'edizione 2008 (l'undicesima) del calendario dell'azienda De Nardi, insieme al ciclista Alessandro Petacchi. Nel 2008 il portale AskMen.com la elenca tra le Top 99 Women, relativa alle 99 donne più desiderabili del mondo.

## Vita privata
È la figlia dell'attore Gianni Ridolfi. E' compagna dell'ex calciatore Giuliano Giannichedda, dal quale ha avuto una figlia. Si sono sposati il 10 settembre 2011 a Roma, in una cerimonia pubblica alla presenza di numerosi amici della showgirl come Alessia Ventura ed Elena Santarelli, e di ex giocatori come Angelo Peruzzi e Vincenzo Montella. Il 22 dicembre 2011 è nato il secondogenito della coppia.

## Televisione
- Creme caramel (Rai 1, 1991) Ballerina
- Beato tra le donne (Rai 1, Canale 5, 1994-1997) Valletta
- Furore (Rai 2, 2000)
- Ci vediamo in TV (Rai 2, 2000) Valletta
- Mai dire domenica (Italia 1, 2002) Letteronza
- Il processo di Biscardi (LA7, 2003-2004) Co-conduttrice
- Quelli che il calcio (Rai 2, 2003-2007) Ballerina
- Notti sul ghiaccio (Rai 1, 2007) Concorrente

## Filmografia
- La casa delle beffe, regia di Pier Francesco Pingitore – miniserie TV (2000)
- La palestra, regia di Pier Francesco Pingitore – film TV (2003)